# Lampione

Lampione je majhen skalnati otok v Sredozemskem morju, ki pripada Italiji in spada v skupino Pelagijskih otokov.

## Lega otoka
Otok Lampione leži med otokom Lampeduso in obalo Tunizije. Skupaj z Lampeduso, ki je oddaljena približno 18 kilometrov, je del afriške kontinentalne plošče, kar je v nasprotju s približno 60 kilometrov oddaljenim tretjim Pelagijskim otokom Linoso, ki je del sicilijske plošče. Otok Lampione ima površino 0,036 km², v dolžino meri približno 200 metrov, na najširšem delu pa je širok približno 180 metrov. Najvišji vrh otoka doseže višino 36 mnm.

## Prebivalstvo
Otok nima stalnih prebivalcev. Edina zgradba je svetilnik.

## Flora in favna
Otok je zaradi flore in favne na njem in v okoliških vodah del rezervata. Najbolj pomembne živalske vrste so endemična podvrsta malteške kuščarice Podarcis filfolensis ssp. laurentimulleri, številne ptice selivke in raki Armadillidium hirtum pelagicum.